# Idactus rusticus
Idactus rusticus es una especie de escarabajo longicornio del género Idactus, tribu Ancylonotini, subfamilia Lamiinae. Fue descrita científicamente por Aurivillius en 1916.

## Descripción
Mide 15-19 milímetros de longitud.

## Distribución
Se distribuye por Tanzania y Zambia.